# Ranald MacDougall
Ranald MacDougall (Schenectady, New York, 10 maart 1915 - Los Angeles, Californië, 12 december 1973) was een Amerikaans regisseur, producer en scriptschrijver. MacDougall werd in 1946 genomineerd voor een Oscar voor Beste Script (voor de film Mildred Pierce). Ook werd hij tweemaal genomineerd voor een WGA Award. In 1949 voor Best Geschreven Amerikaanse Comedy (June Bride) en in 1950 voor Best Geschreven Amerikaans Drama (The Hasty Heart). MacDougall begon ooit op de radio, bij Radio City Music Hall, en later ook bij NBC Radio.
MacDougall was voornamelijk scriptschrijver, hoewel hij in de jaren 50 en 60 ook enkele films regisseerde. Bekende titels zijn Queen Bee uit 1955 en The Subterraneans (onder meer met George Peppard en Roddy McDowall, uit 1960). 
Hij schreef scripts voor onder anderen de films Mildred Pierce, Cleopatra en Jigsaw. Tussen 1971 en 1973 was hij voorzitter van de Writers Guild of America.
Vanaf 1957 tot aan zijn dood was hij getrouwd met actrice Nanette Fabray. Ze kregen één kind. Hij stierf op 58-jarige leeftijd in Los Angeles.

## Filmografie (als regisseur)
- Queen Bee (De Fatale Mevr. Phillips) (1955, tevens scriptschrijver)
- Man on Fire (1957, tevens scriptschrijver)
- The World, the Flesh and the Devil (1959, tevens scriptschrijver en schrijver van de song I Don't Like It Here)
- The Subterraneans (1960)
- Go Naked in the World (1961, tevens scriptschrijver)
- The Cockeyed Cowboys of Calico County (1970, tevens producer/scriptschrijver)

## Filmografie (als scriptschrijver)
- Objective, Burma! (1945)
- Mildred Pierce (1945)
- Possessed (1947)
- The Unsuspected (1947)
- June Bride (1948)
- The Decision of Christopher Blake (1948, tevens producer)
- The Hasty Heart (1949)
- Stage Fright (1950, niet op aftiteling)
- Bright Leaf (1950)
- The Breaking Point (1950)
- Mr. Belvedere Rings the Bell (1951)
- The House in the Square (1951)
- The Naked Jungle (1954)
- Secret of the Incas (1954)
- We're No Angels (1955)
- The Mountain (1956)
- Lux Video Theatre Televisieserie (Afl., June Bride, 1955|Mildred Pierce, 1956|Possessed, 1957)
- Cleopatra (1963)
- Fame Is the Name of the Game (Televisiefilm, 1966, tevens producer)
- The Mercenaries (1968)
- Jigsaw (1968, tevens producer)
- Magic Carpet (Televisiefilm, 1972, tevens producer)
- That Man Bolt (1973) -
- We're No Angels (1989, originele script)

- Biblioteca Nacional de España: XX1332597
- Bibliothèque nationale de France: cb14012181h (data)
- Catàleg d'autoritats de noms i títols de Catalunya: 981058512246306706
- Gemeinsame Normdatei: 142257273
- International Standard Name Identifier: 0000 0000 8106 3185
- Library of Congress Control Number: n80062817
- Nationale Bibliotheek van Tsjechië: xx0183107
- Nationale Bibliotheek van Israël: 987007323471005171
- Nederlandse Thesaurus van Auteursnamen: 069544166
- SNAC: w6br92q5
- Système universitaire de documentation: 071280065
- Virtual International Authority File: 27264022
- WorldCat: E39PBJymvwJKQgjJC4BRvHXmVC